# Sarah Shahi
Aahoo Jahansouz "Sarah" Shahi (10 januari 1980 in Grapevine, Texas) is een Amerikaans model en actrice. Haar ouders kwamen uit Iran en Spanje. Shahi is de achter-achterkleindochter van de 19e-eeuwse Perzische sjah Fath'Ali Kadjar.

## Biografie
In 1997 won ze de titel Miss Fort Worth USA, in 2000 stond ze op de omslag van de Dallas Cowboy Cheerleader-kalender en in 2004 werd Shahi toegevoegd aan de groep acteurs van de Amerikaanse dramaserie The L Word, waarin zij de sexy Mexicaanse lesbische dj Carmen de la Pica Morales speelt. Deze rol was haar grote doorbraak. De actrice was in seizoen 2 en 3 van The L Word te zien. Zij keerde niet terug in het vierde seizoen van de serie.
Shahi heeft ook gastrollen gespeeld in onder andere Dawson's Creek, Reba, Alias, ER, The Sopranos. In 2006 acteerde ze in de NBC-komedie Teachers. Ook speelde ze een hoofdrol in de serie Life.
Shahi speelde de hoofdrol in het USA project Fairly Legal (die maar 2 seizoenen draaide en stopte wegens te lage kijkcijfers) als Kate Reed.

## Filmografie

### Speelfilms
- Black Adam (2022, opnames) als Adrianna Tomaz
- American 11 (2020) als Aliyah Ali (korte film)
- Bad Therapy (2020) als Annabelle
- Language Arts (2020) als Allison Forche-Marlow
- Red, White & Royal Blue als Zahra Bankston
- Halfway There (2018)  als Carrie Claussen (tv-film)
- Hangman (2017) als Capt. Watson
- Michael Bolton's Big, Sexy Valentine's Day Special (2017) als Carmela (tv-special)
- Drew (2016) als Nancy Drew (tv-film)
- The Adventures of Beatle (2015) als Carla
- Divine Access (2015) als Marian
- Road to Paloma (2014) als Eva
- The Congress (2013) als Michelle (uncredited)
- Bullet to the head (2012) als dochter Lisa Bobo
- Static (2012) als Addie Dade
- The Death and Return of Superman (2011) als Titania
- I Don't Know How She Does It (2011)  als Janine LoPietro
- The Trouble with Bliss (2011) als Hattie Skunk / Hattie Rockworth
- Crossing Over (2009) als Pooneh Baraheri
- AmericanEast (2007) als Salwah Marzoke
- Shades of Ray (2007) als Sana Khaliq
- Rush Hour 3 (2007) als Zoe
- For Your Consideration (2006) als Wake Up Host
- The Dog Problem (2006) als Candy
- A Lot Like Love (2005) als Starlet
- Old School (2003) als Erica
- Legally Blonde 2: Red, White & Blonde (2003) als Delta-Nu sister Becky
- Dr. T and the Women (2000) als cheerleader

### Televisieseries
- Paradise (2025) als Dr. Gabriela Torabi
- Sex/Life (2021) als Billie Connelly
- Dolly Parton's Heartstrings  (2019) als Lucy Jane
- The Rookie (2019) als Jessica Russo
- City on a Hill 2019 als Rachel Behnam
- Reverie (2018) als Mara Kint
- Chicago Fire (2012-2018) als Renée Royce
- The Oversharer (2017) als 'Woman'
- Pitch (2016) als Natalie Luongo
- Person of Interest (2013) als Shaw
- Fairly Legal (2011) als Kate Reed
- Facing Kate (2010) als Kate
- Psych (2010) als Ruby
- The L Word (2009) als Carmen de la Pica Morales
- Life (2007—2009) als detective Dani Reese
- The Sopranos (2007, aflevering "Kennedy and Heidi") als Sonya Aragon
- Reba (2007, aflevering "Cheyenne's Rival") als Bridget
- Sleeper Cell (2006) als Farah
- Damages (2006, onontwikkelde pilot) als Jennifer Carillo
- Teachers (2006, zes afleveringen) als Tina
- The L Word (2005–2007) als Carmen de la Pica Morales
- Supernatural (2005, pilotaflevering) als The Woman in White/Constance Welsh
- Plan B (2005, onontwikkelde pilotaflevering) als Bronwyn
- Century City (2004, aflevering "Sweet Child of Mine") als Ms. Morris
- Reba (2004, aflevering "To Tell the Truth") als Kate
- ER (2003, aflevering "The Greater Good) als Tara King
- Dawson's Creek (2003, vier afleveringen) als journaliste Sadia Shaw
- Frasier (2003, aflevering "Door Jam") als receptioniste
- Wednesday 9:30 (8:30 Central) (2002, aflevering "Chinese Baby") als tv-diva
- Class of '06 (2002, onontwikkelde pilotaflevering) als Meg
- Alias (televisieserie) (2001–2002, zeven afleveringen) als journaliste Jenny
- Maybe It's Me (2001, aflevering "The Exchange-Student") als Rosa
- Off Centre (2001, aflevering "A Cute Triangle") als Angelica
- Boston Public (2001, aflevering "Chapter Eleven") als Laura
- Spin City (2000, aflevering "Blind Faith") als vrijgezel
- City Guys (2000, aflevering "Shock Treatment") als cheerleader